# Luca Badoer

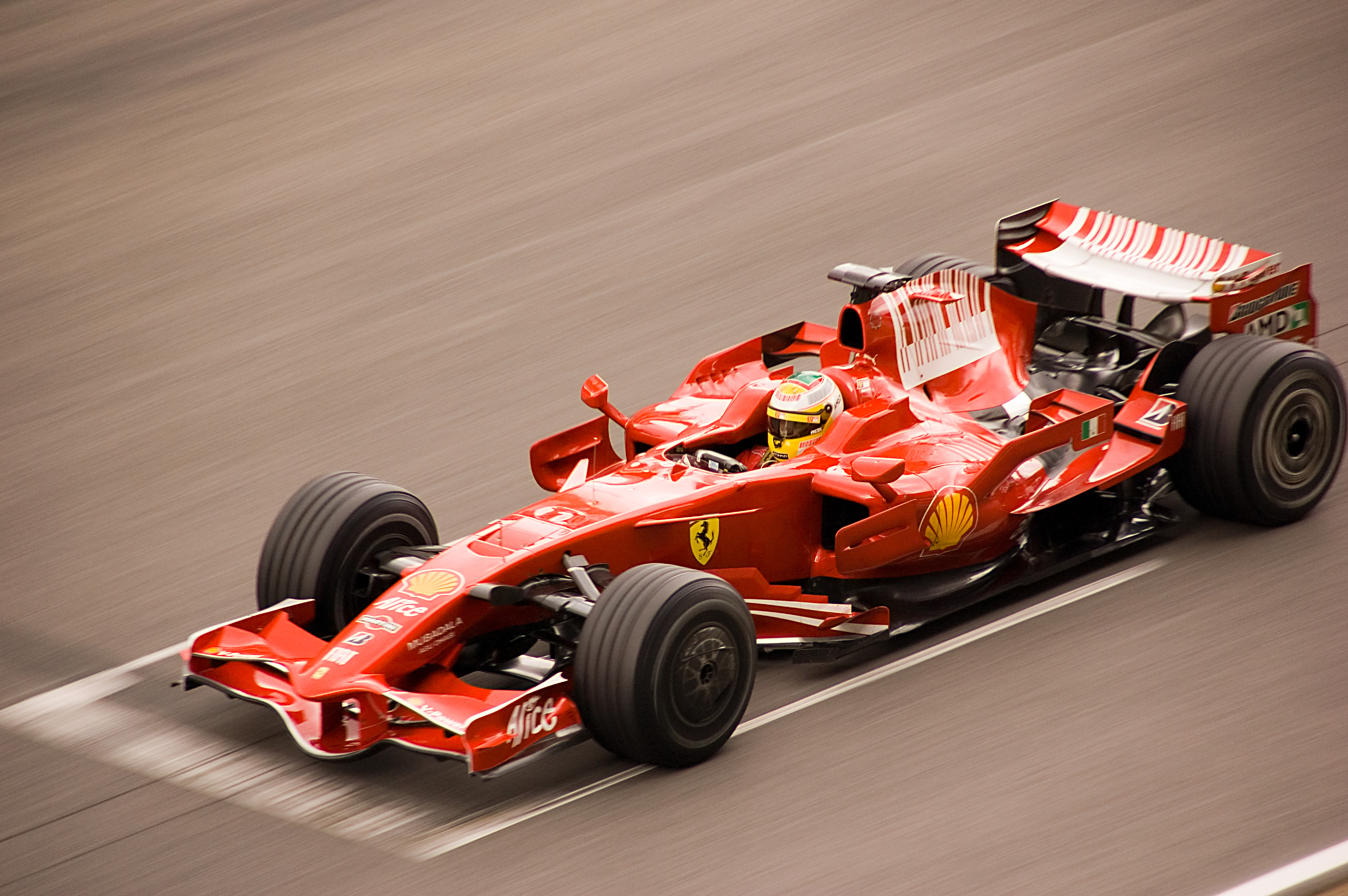
Badoer amb Ferrari al Circuit de Catalunya del 2008.

Luca Badoer (Montebelluna, Itàlia, 25 de gener de 1971) és un pilot italià de Fórmula 1 que actualment és pilot provador de la Scuderia Ferrari. Va participar en grans premis entre els anys 1993 i 1999, i la temporada 2009 va substituir en dues curses en Felipe Massa durant la seva convalescència d'una lesió.

## Trajectòria
Abans d'arribar a la Fórmula 1, Luca Badoer fou pilot de Karting, arribant a ser Campió d'Itàlia. Posteriorment es convertí en pilot de Fórmula 3 i va guanyar aquest campionat l'any 1992.
L'any 1993 debutà finalment a la Fórmula 1 de la mà de l'equip Lola Racing Cars, on realitzà millors resultat que el seu company d'equip Michele Alboreto, això no obstant, la temporada següent, quan l'equip fou comprat per Minardi, Alboreto seguí essent pilot habitual i Badoer es convertí en pilot provador. Amb la retirada de Michele Alboreto l'any 1995, Badoer tornà a competir amb Minardi, passant la temporada següent a l'equip Fori.
Després de quedar-se sense equip per la temporada 1997, es convertí en pilot provador de la Scuderia Ferrari, si bé l'any 1999 retornà a Minardi per córrer una temporada, retornant a ser pilot provador Ferrari a la fi de la temporada.
Després de la lesió de Felipe Massa al Gran Premi d'Hongria del 2009, Badoer es convertí en pilot oficial de Ferrari, si bé els seus pèssims resultats al Gran Premi d'Europa del 2009 (17è) i el Gran Premi de Bèlgica del 2009 (14è) provocaren que fos substituït per Giancarlo Fisichella per les cinc curses que restaven, i que Badoer tornés a la seva funció de pilot provador.
Després de la temporada de 2010, Badoer va ser substituït per Jules Bianchi com a pilot provador de Ferrari.